# George Edward Backus
George Edward Backus (Chicago, 24 de maio de 1930) é um geofísico estadunidense.